# Cynorkis ambondrombensis
Cynorkis ambondrombensis är en orkidéart som beskrevs av Pierre Boiteau. Cynorkis ambondrombensis ingår i släktet Cynorkis, och familjen orkidéer. Inga underarter finns listade i Catalogue of Life.